# Estabilidad estática longitudinal
En la dinámica de vuelo, la estabilidad estática longitudinal es la estabilidad de la aeronave en el plano longitudinal bajo condiciones de vuelo estacionario. Esta característica es importante a la hora de determinar si un piloto será capaz de controlar la aeronave en este plano sin requerirse una atención o fuerza excesiva por su parte.
La variable aerodinámica más importante que afecta a este tipo de estabilidad es el ángulo de ataque de la aeronave {\displaystyle \alpha } y, para modificarla, se utilizan los llamados timones de profundidad en el avión. El timón de profundidad se encuentra en la cola y para controlar el avión en el eje longitudinal, se modifica el ángulo al que se encuentra, el cual normalmente se le llama {\displaystyle \delta _{e}} (para más información sobre las superficies de control, ver mandos de vuelo).

## Estabilidad estática

En esta imagen se muestran los tres casos de estabilidad estática: Estable, inestable y neutro.

Cuando un vehículo se mueve, estará sujeto a cambios menores en las fuerzas que actúan sobre él, y en su velocidad.
- Si este cambio causa otros cambios que tienden a restaurar el vehículo a su velocidad y orientación original sin que ninguna máquina o humano actúe, se dice que el vehículo es estáticamente estable. El vehículo tiene una estabilidad positiva.
- Si este cambio causa otros cambios que tienden a alejar al vehículo de estas condiciones, se dice que es estáticamente inestable. El vehículo tiene una estabilidad negativa.
- Si por otra parte el cambio ni restaura la velocidad ni la orientación original, ni tampoco hace que se aleje de estas condiciones, se dice que es estáticamente neutro. El vehículo tiene una estabilidad de cero.

Para que un vehículo posea una estabilidad estática positiva, no es necesario que tanto su velocidad como su orientación vuelvan a su estado original exacto. Es suficiente con que estos dos valores no diverjan y que muestren por lo menos un pequeño cambio que los intente llevar a las condiciones iniciales.

## Estabilidad longitudinal
La estabilidad longitudinal de una aeronave se refiere a la estabilidad de la aeronave en el plano longitudinal, el cual es el que se define como el plano que contiene al morro, la cola del avión y el horizonte. También existe otro tipo de estabilidad en una aeronave, la cual se llama Estabilidad direccional y lateral.
Si una aeronave es longitudinalmente estable, un pequeño cambio en el ángulo de ataque generará un momento de cabeceo recuperador en la aeronave de forma que el ángulo de ataque tienda siempre a volver a su valor inicial.
De forma simplificada, el sistema de referencia utilizado en las aeronaves para el estudio de la estabilidad es: el eje {\displaystyle X_{s}} se toma dentro del plano de simetría del avión pero siguiendo la inclinación del vector velocidad (positivo en la dirección del movimiento), el eje {\displaystyle Y_{s}} es perpendicular a este positivo en la dirección del ala derecha y el eje {\displaystyle Z_{s}} completa el triedro positivo hacia abajo (para más información, véase Ejes del avión).
En este caso, existe un eje sobre el cual el cuerpo puede girar dentro del problema longitudinal: el eje {\displaystyle Y_{s}} (pitch o cabeceo).

## Análisis

### Hipótesis
Para realizar el análisis se definen una serie de hipótesis:
- El avión se encuentra en vuelo horizontal rectilíneo y uniforme (en situación de equilibrio).
- Para el estudio, se consideran conjuntos: ala-fuselaje y cola horizontal.
- En la cola se añade la interferencia ala-fuselaje. Hay dos efectos de interferencia del ala sobre la cola horizontal: La deflexión de la estela ({\displaystyle \epsilon }) y la eficiencia aerodinámica de la cola ({\displaystyle \eta _{t}}).

Deflexión de estela: Representa la disminución en el ángulo de ataque de la cola horizontal con respecto al ángulo de ataque del ala. Esta disminución es debida a la velocidad inducida que producen los torbellinos desprendidos del ala. El modelo lineal para definir este valor es {\displaystyle \epsilon =\epsilon _{0}+{\frac {d\epsilon }{d\alpha }}\alpha _{wb}}. Se mide en radianes (rad).
Donde {\displaystyle \alpha _{wb}} es el ángulo de ataque del conjunto ala-fuselaje medido desde la línea de sustentación nula, {\displaystyle \epsilon _{0}} es un valor dependiente de la torsión del ala, y {\displaystyle {\frac {d\epsilon }{d\alpha }}} es el cambio con respecto al ángulo de ataque de la deflexión de la estela dependiente de la intensidad de los torbellinos desprendidos del ala.
Eficiencia aerodinámica de la cola: Está relacionada con la disminución de la presión dinámica en la cola {\displaystyle q_{t}} con respecto a la presión dinámica de la corriente libre que incide sobre la aeronave {\displaystyle q}. Esta disminución es debida a que la cola se encuentra en la estela del ala. Es una magnitud adimensional y se calcula como:
{\displaystyle \eta _{t}={\frac {q_{t}}{q}}={\frac {{\frac {1}{2}}\rho V_{t}^{2}}{{\frac {1}{2}}\rho V^{2}}}={\frac {V_{t}^{2}}{V^{2}}}}

### Relación entreαt{\displaystyle \alpha _{t}}yδe{\displaystyle \delta _{e}}
Tal y como se mencionó en la introducción, existen dos variables principales en la estabilidad estática longitudinal: el ángulo de ataque {\displaystyle \alpha } y la deflexión del timón de profundidad {\displaystyle \delta _{e}}. Una deflexión del timón de profundidad hace que se produzca un cambio en el ángulo de ataque del estabilizador horizontal. Para una deflexión positiva (hacia abajo) se genera un aumento del ángulo de ataque. La tasa de cambio se suele denominar como {\displaystyle \tau } y se define como el cambio de ángulo de ataque por la deflexión del timón de profundidad y suele obtenerse experimentalmente.

{\displaystyle \tau ={\frac {\Delta \alpha _{t}}{\delta _{e}}}}

### Resolución
Para una deflexión del timón {\displaystyle \delta _{e}}, se puede demostrar que el ángulo de ataque de la cola se puede calcular como

{\displaystyle \alpha _{t}=\left(1-{\frac {d\epsilon }{d\alpha }}\right)\alpha _{wb}-i_{w}+i_{t}-\epsilon _{0}+\tau \delta _{e}}

Además, se puede definir el coeficiente de sustentación de la aeronave como una suma del coeficiente de sustentación a ángulo de ataque nulo más las contribuciones del ángulo de ataque del conjunto ala-fuselaje y de la deflexión del timón de profundidad. De forma que

{\displaystyle C_{L}=C_{L_{0}}+C_{L_{\alpha }}\alpha _{wb}+C_{L_{\delta _{e}}}\delta _{e}}

Donde {\displaystyle C_{L}} es el coeficiente de sustentación, {\displaystyle C_{L_{0}}} es el coeficiente de sustentación a ángulo de ataque nulo, {\displaystyle C_{L_{\alpha }}} la tasa a la que aumenta el coeficiente de sustentación ante un cambio de ángulo de ataque, y {\displaystyle C_{L_{\delta _{e}}}} la tasa a la que cambia la sustentación para una deflexión del timón de profundidad determinada. El coeficiente {\displaystyle C_{L_{\alpha }}} es positivo al aumentar la sustentación con el ángulo de ataque y, {\displaystyle C_{L_{\delta _{e}}}}, al aumentar la sustentación con una variación positiva de la deflexión del timón, tal y como se definió en el apartado de la relación entre el ángulo de ataque de la cola y la deflexión del timón de profundidad, también lo es. Esta definición de coeficientes es válida hasta que la aeronave entre en pérdida.
Haciendo un análisis de momentos en el centro de gravedad de la aeronave y realizando hipótesis como que las fuerzas en el eje {\displaystyle X} son mucho menores que las del eje {\displaystyle Z} ({\displaystyle X\ll Z}), entre otras, y agrupando los valores, se puede obtener un valor del coeficiente de momentos en el centro de gravedad de

{\displaystyle C_{M_{CG}}=C_{M_{0}}+C_{M_{\alpha }}\alpha _{wb}+C_{M_{\delta _{e}}}\delta _{e}}

Donde {\displaystyle C_{M_{\alpha }}} y {\displaystyle C_{M_{\delta _{e}}}} son el índice de estabilidad estática longitudinal y la potencia de control, respectivamente. Para generar una estabilidad estática en el cabeceo, es necesario que para un cambio de ángulo de ataque positivo, se genere un momento recuperador negativo. Por tanto, {\displaystyle C_{M_{\alpha }}<0}. Por el criterio de signos para la deflexión del timón de profundidad, como para una deflexión positiva, se genera un momento negativo (se genera una sustentación en la cola positiva, y siempre se toma el momento como positivo cuando se levanta el morro), {\displaystyle C_{M_{\delta _{e}}}<0}.
Para resolver el problema, se debe despejar el valor de las incógnitas {\displaystyle \alpha _{wb}} y {\displaystyle \delta _{e}}. Para ello, se realiza un análisis en el equilibrio de la aeronave, de forma que

{\displaystyle \sum {\vec {F}}_{x}=0}

{\displaystyle \sum {\vec {F}}_{z}=0}

{\displaystyle \sum {\vec {M}}_{M}=0}

Como se tiene un vuelo rectilíneo y uniforme, la sustentación debe ser igual al peso ({\displaystyle L=W}). Entonces, sabiendo que {\displaystyle L={\frac {1}{2}}\rho V^{2}SC_{L}}, se puede despejar el coeficiente de sustentación como

{\displaystyle C_{L}={\frac {2W}{\rho V^{2}S}}}

Y utilizando las fórmulas del coeficiente de momentos y coeficiente de sustentación mencionadas anteriormente y sabiendo que al estar en equilibrio el momento total debe ser 0

{\displaystyle C_{L}={\frac {2W}{\rho V^{2}S}}=C_{L_{0}}+C_{L_{\alpha }}\alpha _{wb}+C_{L_{\delta _{e}}}\delta _{e}}

{\displaystyle C_{M_{CG}}=C_{M_{0}}+C_{M_{\alpha }}\alpha _{wb}+C_{M_{\delta _{e}}}\delta _{e}=0}

Estas dos ecuaciones permiten que para una velocidad {\displaystyle V} dada, se pueda determinar el coeficiente de sustentación. Y con él, determinar el {\displaystyle \alpha _{wb}} y {\displaystyle \delta _{e}} necesario para equilibrar el avión.

### Punto neutro
Se le llama punto neutro ({\displaystyle N_{0}}) al punto en el que al calcular el coeficiente de momentos, {\displaystyle C_{M_{\alpha }}=0}. Es decir, es el punto en el que el coeficiente de momentos no depende del ángulo de ataque {\displaystyle \alpha _{wb}}, y se calcula como

{\displaystyle N_{0}={\frac {a_{wb}{\overline {X_{ac,wb}}}+a_{t}\left(1-{\frac {d\epsilon }{d\alpha }}\right)\eta _{t}{\frac {S_{t}}{S}}{\overline {X_{ac,t}}}}{a_{wb}+a_{t}\left(1-{\frac {d\epsilon }{d\alpha }}\right)\eta _{t}{\frac {S_{t}}{S}}}}}

El avión tiene un límite delantero y trasero. En el límite delantero la estabilidad es máxima y según nos movemos hacia atrás la estabilidad disminuye.
Ligeramente, detrás del límite trasero del CG (fuera de límites) hay un punto llamado punto neutro. Con el CG justo ahí el avión tendría una estabilidad neutra.